# Ellaren
Ellaren är en sjö i Hultsfreds kommun i Småland och ingår i Viråns huvudavrinningsområde. Sjön är 14 meter djup, har en yta på 0,153 kvadratkilometer och är belägen 132 meter över havet.

## Delavrinningsområde
Ellaren ingår i det delavrinningsområde (636210-150982) som SMHI kallar för Inloppet i Illern. Medelhöjden är 134 meter över havet och ytan är 33,32 kvadratkilometer. Det finns inga avrinningsområden uppströms utan avrinningsområdet är högsta punkten. Illån som avvattnar avrinningsområdet har biflödesordning 2, vilket innebär att vattnet flödar genom totalt 2 vattendrag innan det når havet efter 52 kilometer. Avrinningsområdet består mestadels av skog (81 procent). Avrinningsområdet har 1,25 kvadratkilometer vattenytor vilket ger det en sjöprocent på 3,7 procent.